# 1990 DL3
1990 DL3 är en asteroid i huvudbältet som upptäcktes den 24 februari 1990 av den belgiske astronomen Henri Debehogne vid La Silla-observatoriet.